# Monety próbne kolekcjonerskie (1964–1991)
Monety próbne kolekcjonerskie (1964–1991) – monety nieposiadające obiegowego statusu prawnego, bite przez Mennicę Państwową w Warszawie, w nakładach od kilkuset, w złocie, do kilkudziesięciu tysięcy sztuk, w miedzioniklu, w latach 1964–1991, z wykorzystaniem wzorów awersów stosowanych dla emisji obiegowych, przeznaczone wyłącznie do sprzedaży na rynku kolekcjonerskim. Na monetach tych, poza jednym wyjątkiem będącym odmianą pierwszej próbnej monety kolekcjonerskiej z 1964 r., umieszczano napis „PRÓBA”, w większości wypukły, w jednym przypadku dobijany ręcznie, a więc wklęsły.

## Rys historyczny
W okresie Polskiej Rzeczypospolitej Ludowej, w 1964 r. wybito pierwszą monetę próbną, z wklęsłym napisem „PRÓBA”, z przeznaczeniem do obiegu kolekcjonerskiego. W latach 60. XX w. był to ewenement na skalę światową. Nigdzie do tego czasu nie była bowiem stosowana praktyka oficjalnego wybijania monet próbnych dla kolekcjonerów. Nawet w okresie Il Rzeczypospolitej bicie prób dla kolekcjonerów nie do końca miało charakter oficjalny.
Pierwsza próbna moneta kolekcjonerska nie została wprowadzona do obiegu żadną ustawą ani rozporządzeniem, po prostu po wybiciu w Mennicy Państwowej trafiła na rynek kolekcjonerski. W odróżnieniu od praktyk stosowanych między I a II wojną światową, miała ona jednak określone parametry i nakład. Była to miedzioniklowa 10-złotówka „Sześćsetlecie Uniwersytetu Jagiellońskiego 1394–1964", przedstawiająca Kazimierza Wielkiego na tronie. Moneta nawiązywała do monety okolicznościowej o tym samym tytule, przedstawiającej głowę Kazimierza Wielkiego. Miała wybity puncą na rewersie wklęsły napis „PRÓBA”.
Kolejnymi monetami tego typu były miedzioniklowe 10-złotówki z 1965 r.:
- „VII Wieków Warszawy” i
- „Siedemset lat Warszawy”.

Miały one już wypukły napis „PRÓBA”, co stało się ogólnie przyjętą zasadą stosowaną przy wybijaniu prób kolekcjonerskich.

## Charakterystyka
W sumie wybito 100 monet próbnych kolekcjonerskich, w tym jedną w dwóch rocznikach. Na awersie 95 z nich umieszczono nazwę państwa: „POLSKA RZECZPOSPOLITA LUDOWA” i godło w postaci orła bez korony, na pięciu zaś – „RZECZPOSPOLITA POLSKA” i orła w koronie, symbolizujące III Rzeczpospolitą. Od monet kolekcjonerskich PRL i przeddenominacyjnych III Rzeczypospolitej różnił je, poza napisem „PRÓBA”, jedynie status prawny, czyli brak jakiegokolwiek dokumentu zezwalającego na uczestnictwo w obiegu pieniężnym.
Monety te często były związane z emisjami kolekcjonerskimi o obiegowym statusie prawnym. Rozszerzały m.in. serie tematyczne Narodowego Banku Polskiego:
- poczet królów i książąt polskich (srebrne emisje polskich władców w półpostaci od Mieszka I, do Jadwigi Andegaweńskiej włącznie były przeprowadzane w tej formie) i
- ochrona środowiska (zazwyczaj alternatywne projekty poszczególnych tematów).

Wszystkie próbne monety kolekcjonerskie bite przez Mennicę Państwową w Warszawie i różniące się od siebie rysunkiem rewersu włączono również do serii monet próbnych niklowych, mającej na celu dokumentowanie polskiego dorobku menniczego. Wersja niklowa nie powstała tylko w przypadku drugiej emisji 1000-złotówki „Pomnik Szpital Centrum Zdrowia Matki Polki”, która z tym samym wzorem rewersu była bita zarówno w roku 1985 jak i 1986.
Do produkcji monet wykorzystywano:
- srebro – 75 monet (PRL: Ag625 – 37, Ag750 – 35, Ag900 – 2; III RP: Ag999 – 1),
- złoto – 7 monet (PRL: Au900 – 3; III RP: Au999 – 4),
- miedzionikiel – 17 monet (PRL),
- żelazonikiel – 1 moneta (PRL).

W okresie PRL jako próby kolekcjonerskie bito:
- 10-złotówki – 6 typów (miedzionikiel),
- 20-złotówki – 6 typów (miedzionikiel: 5, srebro: 1),
- 50-złotówki – 1 typ (srebro),
- 100-złotówki – 34 typy (srebro),
- 200-złotówki – 22 typy (srebro: 15, miedzionikiel: 6, żelazonikiel: 1),
- 500-złotówki – 5 typów (złoto: 2; srebro: 3),
- 1000-złotówki – 20 typów (srebro),
- 2000 złotych – 1 typ (złoto), a

przeddenominacyjnym III Rzeczypospolitej:
- 20 000 złotych – 1 typ (złoto),
- 50 000 złotych – 1 typ (złoto),
- 100 000 złotych – 1 typ (złoto),
- 200 000 złotych – 2 typ (złoto: 1, srebro:1).

Wszystkie złote próby kolekcjonerskie III Rzeczypospolitej miały ten sam wzór rewersu poświęcony Janowi Pawłowi II. Jedyne próbne bicie w srebrze tego okresu, niemal w czystym kruszcu (próby 999), było również poświęcone postaci papieża.
Stemplem lustrzanym wybito 89 monet (złoto, srebro, miedzionikiel, żelazonikiel), a stemplem zwykłym – 11 (srebro, miedzionikiel).
Rant był:
- gładki – 76 numizmatów (50-, 100-, 200-, 500-, 1000-, 2000-, 20 000-, 50 000-, 100 000-, 200 000 złotych),
- ząbkowany – 21 monet (10-, 20-, 200 złotych),
- z wybitym wklęsłym napisem – 3 numizmaty (100-, 200 złotych)[5][4].

Próbne monety kolekcjonerskie PRL  bito z datami rocznymi 1964–1988, a III Rzeczypospolitej – tylko 1991.

## Lista monet próbnych kolekcjonerskich (1964–1991)

### Polskiej Rzeczypospolitej Ludowej (1964–1988)[9]

#### 10 złotych[10]
| Lp. | Nominał    | Rok  | Nazwa                                                                                                 | Parametry     | Parametry     | Parametry | Parametry | Parametry | Nakład | Nakład  | Projekt                  | Nr Parch. | Uwagi                 | Zdjęcie        |
| Lp. | Nominał    | Rok  | Nazwa                                                                                                 | Materiał      | Średnica (mm) | Masa (g)  | Rant      | Stempel   | NBP    | mennica | Projekt                  | Nr Parch. | Uwagi                 | Zdjęcie        |
| --- | ---------- | ---- | --- | ------------- | ------------- | --------- | --------- | --------- | ------ | ------- | ------------------------ | --------- | --------------------- | -------------- |
| 1   | 10 złotych | 1964 | Sześćsetlecie Uniwersytetu Jagiellońskiego 1364–1964 (Kazimierz Wielki na tronie, z napisem „PRÓBA”)  | miedzionikiel | 31            | 12,9      | ząbkowany | zwykły    | 30 000 | –       | Józef Gosławski          | P241a     | wklęsły napis „PRÓBA” | awersrewers    |
| 2   | 10 złotych | 1964 | Sześćsetlecie Uniwersytetu Jagiellońskiego 1364–1964 (Kazimierz Wielki na tronie, bez napisu „PRÓBA”) | miedzionikiel | 31            | 12,9      | ząbkowany | zwykły    | 1000   | –       | Józef Gosławski          | P241b     | bez napisu „PRÓBA”    | awersrewers    |
| 3   | 10 złotych | 1965 | VII wieków Warszawy (Syrena)                                                                          | miedzionikiel | 31            | 12,9      | ząbkowany | zwykły    | 30 120 | 30 900  | Wanda Gosławska          | P253a     |                       | awers i rewers |
| 4   | 10 złotych | 1965 | Siedemset lat Warszawy (Syrena na fali)                                                               | miedzionikiel | 31            | 12,9      | ząbkowany | zwykły    | 30 100 | 31 100  | Jerzy Jarnuszkiewicz     | P254a     |                       | awersrewers    |
| 5   | 10 złotych | 1971 | FAO (chleb dla świata)                                                                                | miedzionikiel | 28            | 9,5       | ząbkowany | zwykły    | 51 800 | 51 800  | Wacław Kowalik           | P275a     |                       | awers i rewers |
| 6   | 10 złotych | 1971 | FAO (FIAT PANIS)                                                                                      | miedzionikiel | 28            | 9,5       | ząbkowany | zwykły    | 51 220 | 51 220  | Józef Markiewicz-Nieszcz | P276a     |                       | awers i rewers |

#### 20 złotych[11]
| Lp. | Nominał    | Rok  | Nazwa                      | Parametry      | Parametry     | Parametry | Parametry | Parametry | Nakład | Projekt                                                          | Nr Parch. | Uwagi                                             | Zdjęcie        |
| Lp. | Nominał    | Rok  | Nazwa                      | Materiał       | Średnica (mm) | Masa (g)  | Rant      | Stempel   | Nakład | Projekt                                                          | Nr Parch. | Uwagi                                             | Zdjęcie        |
| --- | ---------- | ---- | -------------------------- | -------------- | ------------- | --------- | --------- | --------- | ------ | ---------------------------------------------------------------- | --------- | ------------------------------------------------- | -------------- |
| 7   | 20 złotych | 1973 | drzewo                     | miedzionikiel  | 29            | 10,15     | ząbkowany | zwykły    | 16 220 | Jerzy Jarnuszkiewicz                                             | P296a     |                                                   | awers i rewers |
| 8   | 20 złotych | 1973 | domy i łany                | miedzionikiel  | 29            | 10,15     | ząbkowany | zwykły    | 13 220 | Anna Jarnuszkiewicz                                              | P297a     | jak obiegowa, ale ze znakiem mennicy warszawskiej | awers i rewers |
| 9   | 20 złotych | 1979 | Międzynarodowy rok dziecka | srebro (Ag625) | 29            | 10,15     | ząbkowany | lustrzany | 4220   | Józef Markiewicz-Nieszcz                                         | P311a     | jak okolicznościowa, ale bita w srebrze           | awers i rewers |
| 10  | 20 złotych | 1979 | Centrum Zdrowia Dziecka    | miedzionikiel  | 29            | 10,15     | ząbkowany | lustrzany | 30 094 | awers – Józef Markiewicz-Nieszcz rewers – Stanisława Wątróbska   | P313a     |                                                   | awers i rewers |
| 11  | 20 złotych | 1980 | 1905 – Łódź                | miedzionikiel  | 29            | 10,15     | ząbkowany | zwykły    | 10 020 | awers – Anna Jarnuszkiewicz rewers – Zygmunt Ogrodowski          | P318a     |                                                   | awers i rewers |
| 12  | 20 złotych | 1981 | Barbakan w Krakowie        | miedzionikiel  | 29            | 10,15     | ząbkowany | lustrzany | 30 000 | awers – Anna Jarnuszkiewicz rewers – Stanisława Wątróbska-Frindt | P320a     |                                                   | awers i rewers |

#### 50 złotych[12]
| Lp. | Nominał    | Rok  | Nazwa                       | Parametry      | Parametry     | Parametry | Parametry | Parametry | Nakład | Projekt             | Nr Parch. | Zdjęcie        |
| Lp. | Nominał    | Rok  | Nazwa                       | Materiał       | Średnica (mm) | Masa (g)  | Rant      | Stempel   | Nakład | Projekt             | Nr Parch. | Zdjęcie        |
| --- | ---------- | ---- | --------------------------- | -------------- | ------------- | --------- | --------- | --------- | ------ | ------------------- | --------- | -------------- |
| 13  | 50 złotych | 1972 | Fryderyk Chopin (półprofil) | srebro (Ag750) | 30            | 12,6      | gładki    | lustrzany | 14 620 | Anna Jarnuszkiewicz | P325a     | awers i rewers |

#### 100 złotych[13]
| Lp. | Nominał     | Rok  | Nazwa                                                 | Parametry      | Parametry     | Parametry | Parametry                                     | Parametry | Nakład | Projekt                                                          | Nr Parch. | Uwagi              | Zdjęcie        |
| Lp. | Nominał     | Rok  | Nazwa                                                 | Materiał       | Średnica (mm) | Masa (g)  | Rant                                          | Stempel   | Nakład | Projekt                                                          | Nr Parch. | Uwagi              | Zdjęcie        |
| --- | ----------- | ---- | ----------------------------------------------------- | -------------- | ------------- | --------- | --------------------------------------------- | --------- | ------ | ---------------------------------------------------------------- | --------- | ------------------ | -------------- |
| 14  | 100 złotych | 1966 | Mieszko i Dąbrówka (półpostacie z profilu)            | srebro (Ag900) | 35            | 20        | wklęsły napis: „1000 LECIE PAŃSTWA POLSKIEGO” | zwykły    | 31 000 | Józef Gosławski                                                  | P349a     |                    | awersrewers    |
| 15  | 100 złotych | 1966 | Mieszko i Dąbrówka (profile)                          | srebro (Ag900) | 35            | 21        | wklęsły napis: „1000 LECIE PAŃSTWA POLSKIEGO” | zwykły    | 31 000 | Wacław Kowalik                                                   | P350a     |                    | awersrewers    |
| 16  | 100 złotych | 1973 | Mikołaj Kopernik (włosy nie dotykają obrzeża)         | srebro (Ag625) | 32            | 16,5      | gładki                                        | lustrzany | 5020   | Anna Jarnuszkiewicz                                              | P352a     |                    | awers i rewers |
| 17  | 100 złotych | 1973 | Mikołaj Kopernik (mała głowa)                         | srebro (Ag625) | 32            | 16,5      | gładki                                        | lustrzany | 1220   | Stanisława Wątróbska                                             | P354a     |                    | awers i rewers |
| 18  | 100 złotych | 1974 | Maria Skłodowska-Curie (twarz)                        | srebro (Ag625) | 32            | 16,5      | gładki                                        | lustrzany | 10 061 | awers – Ewa Olszewska-Borys rewers – Anna Jarnuszkiewicz         | P356a     |                    | awers i rewers |
| 19  | 100 złotych | 1974 | Maria Skłodowska-Curie (profil)                       | srebro (Ag625) | 32            | 16,5      | gładki                                        | lustrzany | 10 151 | Ewa Olszewska-Borys                                              | P357a     |                    | awers i rewers |
| 20  | 100 złotych | 1975 | Zamek Królewski w Warszawie                           | srebro (Ag625) | 32            | 16,5      | gładki                                        | lustrzany | 5000   | Stanisława Wątróbska                                             | P358d     | jak kolekcjonerska | rewers i awers |
| 21  | 100 złotych | 1976 | Tadeusz Kościuszko (półprofil)                        | srebro (Ag625) | 32            | 16,5      | gładki                                        | lustrzany | 3020   | awers – Stanisława Wątróbska rewers – Stanisław Plęskowski       | P364a     |                    | awers i rewers |
| 22  | 100 złotych | 1976 | Kazimierz Pułaski (półprofil)                         | srebro (Ag625) | 32            | 16,5      | gładki                                        | lustrzany | 3020   | awers – Stanisława Wątróbska rewers – Wojciech Czerwosz          | P366a     |                    | awers i rewers |
| 23  | 100 złotych | 1977 | Ochrona środowiska – żubr                             | srebro (Ag625) | 32            | 16,5      | gładki                                        | lustrzany | 5395   | awers – Stanisława Wątróbska rewers – Wojciech Czerwosz          | P367a     | jak kolekcjonerska | awers i rewers |
| 24  | 100 złotych | 1977 | Ochrona środowiska – ryba                             | srebro (Ag625) | 32            | 16,5      | gładki                                        | lustrzany | 5094   | awers – Stanisława Wątróbska rewers – Ewa Olszewska-Borys        | P368a     |                    | awers i rewers |
| 25  | 100 złotych | 1977 | Henryk Sienkiewicz (profil, mała głowa)               | srebro (Ag625) | 32            | 16,5      | gładki                                        | lustrzany | 3094   | Stanisława Wątróbska                                             | P369a     | jak kolekcjonerska | awers i rewers |
| 26  | 100 złotych | 1977 | Henryk Sienkiewicz (półprofil, duża głowa)            | srebro (Ag625) | 32            | 16,5      | gładki                                        | lustrzany | 3104   | Stanisława Wątróbska                                             | P370a     |                    | awers i rewers |
| 27  | 100 złotych | 1977 | Władysław Reymont (prawy półprofil)                   | srebro (Ag625) | 32            | 16,5      | gładki                                        | lustrzany | 3094   | awers – Stanisława Wątróbska rewers – Anna Jarnuszkiewicz        | P371a     | jak kolekcjonerska | awers i rewers |
| 28  | 100 złotych | 1977 | Władysław Reymont (lewy profil)                       | srebro (Ag625) | 32            | 16,5      | gładki                                        | lustrzany | 3104   | Stanisława Wątróbska                                             | P372a     |                    | awers i rewers |
| 29  | 100 złotych | 1977 | Zamek Królewski na Wawelu                             | srebro (Ag625) | 32            | 16,5      | gładki                                        | lustrzany | 3094   | awers – Stanisława Wątróbska rewers – Ewa Olszewska-Borys        | P374a     |                    | awers i rewers |
| 30  | 100 złotych | 1978 | Adam Mickiewicz (półprofil bez loczka)                | srebro (Ag625) | 32            | 16,5      | gładki                                        | lustrzany | 3094   | Stanisława Wątróbska                                             | P376a     |                    | awers i rewers |
| 31  | 100 złotych | 1978 | Ochrona środowiska – łoś (głowa)                      | srebro (Ag625) | 32            | 16,5      | gładki                                        | lustrzany | 3094   | awers – Stanisława Wątróbska rewers – Ewa Olszewska-Borys        | P379a     |                    | awers i rewers |
| 32  | 100 złotych | 1978 | Janusz Korczak (półprofil)                            | srebro (Ag625) | 32            | 16,5      | gładki                                        | lustrzany | 3094   | Stanisława Wątróbska                                             | P381a     |                    | awers i rewers |
| 33  | 100 złotych | 1978 | Ochrona środowiska – bóbr (w zaroślach)               | srebro (Ag625) | 32            | 16,5      | gładki                                        | lustrzany | 3094   | Stanisława Wątróbska                                             | P383a     |                    | awers i rewers |
| 34  | 100 złotych | 1978 | Pierwszy polak w kosmosie                             | srebro (Ag625) | 32            | 16,5      | gładki                                        | lustrzany | 3094   | awers – Stanisława Wątróbska rewers – Józef Markiewicz-Nieszcz   | P384a     |                    | awers i rewers |
| 35  | 100 złotych | 1979 | Henryk Wieniawski (napisy w pełnym otoku, mała głowa) | srebro (Ag625) | 32            | 16,5      | gładki                                        | lustrzany | 3094   | Stanisława Wątróbska                                             | P386a     |                    | awers i rewers |
| 36  | 100 złotych | 1979 | Ludwik Zamenhof (półprofil)                           | srebro (Ag625) | 32            | 16,5      | gładki                                        | lustrzany | 3094   | awers – Stanisława Wątróbska rewers – Jerzy Jarnuszkiewicz       | P388a     |                    | awers i rewers |
| 37  | 100 złotych | 1979 | Ochrona środowiska – ryś (duży)                       | srebro (Ag625) | 32            | 16,5      | gładki                                        | lustrzany | 4094   | Stanisława Wątróbska                                             | P390a     |                    | awers i rewers |
| 38  | 100 złotych | 1979 | Ochrona środowiska – kozica (na skale, mała)          | srebro (Ag625) | 32            | 16,5      | gładki                                        | lustrzany | 4094   | awers – Stanisława Wątróbska rewers – Ewa Olszewska-Borys        | P392a     |                    | awers i rewers |
| 39  | 100 złotych | 1980 | Igrzyska XXII olimpiady (biegacz ze zniczem)          | srebro (Ag625) | 32            | 16,5      | gładki                                        | lustrzany | 4094   | awers – Stanisława Wątróbska rewers – Józef Markiewicz-Nieszcz   | P394a     |                    | awers i rewers |
| 40  | 100 złotych | 1980 | Jan Kochanowski (większy półprofil)                   | srebro (Ag625) | 32            | 16,5      | gładki                                        | lustrzany | 4090   | awers – Stanisława Wątróbska rewers – Ewa Olszewska-Borys        | P396a     |                    | awers i rewers |
| 41  | 100 złotych | 1980 | Ochrona środowiska – głuszce                          | srebro (Ag625) | 32            | 16,5      | gładki                                        | lustrzany | 4020   | awers – Stanisława Wątróbska rewers – Ewa Olszewska-Borys        | P398a     |                    | awers i rewers |
| 42  | 100 złotych | 1980 | 50 lat Daru Pomorza                                   | srebro (Ag625) | 32            | 16,5      | gładki                                        | lustrzany | 4020   | awers – Stanisława Wątróbska rewers – Wojciech Czerwosz          | P399a     |                    | awers i rewers |
| 43  | 100 złotych | 1981 | Władysław Sikorski (en face)                          | srebro (Ag625) | 32            | 16,5      | gładki                                        | lustrzany | 5020   | awers – Stanisława Wątróbska-Frindt rewers – Ewa Olszewska-Borys | P401a     |                    | awers i rewers |
| 44  | 100 złotych | 1981 | Kościół Mariacki w Krakowie                           | srebro (Ag625) | 32            | 16,5      | gładki                                        | lustrzany | 4020   | Stanisława Wątróbska-Frindt                                      | P402a     |                    | awers i rewers |
| 45  | 100 złotych | 1981 | Ochrona środowiska – konie                            | srebro (Ag625) | 32            | 16,5      | gładki                                        | lustrzany | 4020   | Stanisława Wątróbska-Frindt                                      | P404a     |                    | awers i rewers |
| 46  | 100 złotych | 1982 | Ochrona środowiska – bociany                          | srebro (Ag625) | 32            | 16,5      | gładki                                        | lustrzany | 4020   | Stanisława Wątróbska-Frindt                                      | P406a     |                    | awers i rewers |
| 47  | 100 złotych | 1983 | Ochrona środowiska – niedźwiedzie                     | srebro (Ag625) | 32            | 16,5      | gładki                                        | lustrzany | 3020   | awers – Stanisława Wątróbska-Frindt rewers – Tadeusz Tchórzewski | P408a     |                    | awers i rewers |

#### 200 złotych[14]
| Lp. | Nominał     | Rok  | Nazwa                                                                                 | Parametry      | Parametry     | Parametry | Parametry                                     | Parametry | Nakład | Projekt                                                               | Nr Parch. | Uwagi               | Zdjęcie        |
| Lp. | Nominał     | Rok  | Nazwa                                                                                 | Materiał       | Średnica (mm) | Masa (g)  | Rant                                          | Stempel   | Nakład | Projekt                                                               | Nr Parch. | Uwagi               | Zdjęcie        |
| --- | ----------- | ---- | ------------------------------------------------------------------------------------- | -------------- | ------------- | --------- | --------------------------------------------- | --------- | ------ | --------------------------------------------------------------------- | --------- | ------------------- | -------------- |
| 48  | 200 złotych | 1975 | XXX rocznica zwycięstwa 1945–1975 (głownia miecza)                                    | srebro (Ag750) | 31            | 14,5      | ząbkowany                                     | lustrzany | 10 020 | awers – Józef Markiewicz-Nieszcz rewers – Janina Stefanowicz-Schmidt  | P419a     |                     | awers i rewers |
| 49  | 200 złotych | 1975 | XXX rocznica zwycięstwa nad faszyzmem (miecze)                                        | srebro (Ag750) | 31            | 14,5      | ząbkowany                                     | lustrzany | 10 020 | Józef Markiewicz-Nieszcz                                              | P420a     |                     | awers i rewers |
| 50  | 200 złotych | 1976 | Igrzyska XXI olimpiady (koła olimpijskie i znicz)                                     | srebro (Ag750) | 31            | 14,5      | ząbkowany                                     | lustrzany | 6100   | Stanisława Wątróbska                                                  | P421a     | jak okolicznościowa | awers i rewers |
| 51  | 200 złotych | 1976 | Igrzyska XXI olimpiady (głowa)                                                        | srebro (Ag750) | 31            | 14,5      | ząbkowany                                     | lustrzany | 6090   | awers – Stanisława Wątróbska rewers – Anna Jarnuszkiewicz             | P422a     |                     | awers i rewers |
| 52  | 200 złotych | 1979 | Mieszko I (półpostać)                                                                 | srebro (Ag750) | 33            | 17,6      | gładki                                        | lustrzany | 4090   | awers – Stanisława Wątróbska rewers – Zygmunt Kaczor                  | P425a     |                     | awers i rewers |
| 53  | 200 złotych | 1980 | XIII zimowe igrzyska olimpijskie Lake Placid 1980 (biegacz bez znicza)                | srebro (Ag750) | 33            | 17,6      | gładki                                        | lustrzany | 3620   | awers – Stanisława Wątróbska rewers – Józef Markiewicz-Nieszcz        | P428a     |                     | awers i rewers |
| 54  | 200 złotych | 1980 | XIII zimowe igrzyska olimpijskie Lake Placid 1980 (biegacz ze zniczem)                | srebro (Ag750) | 33            | 17,6      | gładki                                        | lustrzany | 3620   | awers – Stanisława Wątróbska rewers – Józef Markiewicz-Nieszcz        | P429a     |                     | awers i rewers |
| 55  | 200 złotych | 1980 | Bolesław I Chrobry (półpostać)                                                        | srebro (Ag750) | 33            | 17,6      | gładki                                        | lustrzany | 4020   | awers – Stanisława Wątróbska rewers – Ewa Olszewska-Borys             | P431a     |                     | awers i rewers |
| 56  | 200 złotych | 1980 | Kazimierz I Odnowiciel (półpostać)                                                    | srebro (Ag750) | 33            | 17,6      | gładki                                        | lustrzany | 4020   | Stanisława Wątróbska                                                  | P433a     |                     | awers i rewers |
| 57  | 200 złotych | 1981 | Bolesław II Śmiały (półpostać)                                                        | srebro (Ag750) | 33            | 17,6      | gładki                                        | lustrzany | 4020   | Stanisława Wątróbska-Frindt                                           | P435a     |                     | awers i rewers |
| 58  | 200 złotych | 1981 | Władysław I Herman (półpostać)                                                        | srebro (Ag750) | 33            | 17,6      | gładki                                        | lustrzany | 4020   | awers – Stanisława Wątróbska-Frindt rewers – Ewa Tyc-Karpińska        | P437a     |                     | awers i rewers |
| 59  | 200 złotych | 1982 | XII mistrzostwa świata w piłce nożnej (ESPAÑA '82)                                    | srebro (Ag750) | 33            | 17,6      | gładki                                        | lustrzany | 6020   | awers – Stanisława Wątróbska-Frindt rewers – Józef Markiewicz-Nieszcz | P439a     |                     | awers i rewers |
| 60  | 200 złotych | 1982 | XII mistrzostwa świata w piłce nożnej (Hiszpania 1982 / ESPAÑA '82)                   | srebro (Ag750) | 33            | 17,6      | gładki                                        | lustrzany | 6020   | awers – Stanisława Wątróbska-Frindt rewers – Józef Markiewicz-Nieszcz | P440a     |                     | rewers i awers |
| 61  | 200 złotych | 1982 | Bolesław III Krzywousty (półpostać)                                                   | srebro (Ag750) | 33            | 17,6      | gładki                                        | lustrzany | 3020   | Stanisława Wątróbska-Frindt                                           | P442a     |                     | awers i rewers |
| 62  | 200 złotych | 1983 | 300 lat odsieczy wiedeńskiej (Jan III Sobieski na koniu, pomnik Jana III Sobieskiego) | srebro (Ag750) | 33            | 17,6      | gładki                                        | lustrzany | 4020   | awers – Stanisława Wątróbska-Frindt rewers – Ewa Olszewska-Borys      | P444a     |                     | awers i rewers |
| 63  | 200 złotych | 1985 | Pomnik Szpital Centrum Zdrowia Matki Polski                                           | żelazonikiel   | 29,5          | 9,6       | ząbkowany                                     | lustrzany | 37 320 | awers – Ewa Tyc-Karpińska rewers – Stanisława Wątróbska-Frindt        | P447a     |                     | awers i ewers  |
| 64  | 200 złotych | 1985 | XIII mistrzostwa świata w piłce nożnej Meksyk '86                                     | miedzionikiel  | 29,5          | 10,8      | ząbkowany                                     | lustrzany | 15 020 | awers – Ewa Tyc-Karpińska rewers – Tadeusz Tchórzewski                | P448a     |                     | awers i rewers |
| 65  | 200 złotych | 1986 | Władysław I Łokietek                                                                  | miedzionikiel  | 29,5          | 10,8      | wklęsły napis: „220 LAT MENNICY WARSZAWSKIEJ” | lustrzany | 10 040 | awers – Ewa Tyc-Karpińska rewers – Stanisława Wątróbska-Frindt        | P449a     |                     | awers i rewers |
| 66  | 200 zlotych | 1986 | Ochrona środowiska (głowa sowy)                                                       | miedzionikiel  | 29,5          | 10,8      | ząbkowany                                     | lustrzany | 6020   | Ewa Tyc-Karpińska                                                     | P450a     |                     | awers i rewers |
| 67  | 200 złotych | 1987 | Igrzyska XXIV olimpiady                                                               | miedzionikiel  | 29,5          | 10,8      | ząbkowany                                     | lustrzany | 10 020 | awers – Ewa Tyc-Karpińska rewers – Tadeusz Tchórzewski                | P451a     |                     | awers i rewers |
| 68  | 200 złotych | 1987 | Mistrzostwa Europy w piłce nożnej 1988                                                | miedzionikiel  | 29,5          | 10,8      | ząbkowany                                     | lustrzany | 15 020 | Ewa Tyc-Karpińska                                                     | P452a     |                     | awers i rewers |
| 69  | 200 złotych | 1988 | XIV mistrzostwa świata w piłce nożnej Włochy 1990                                     | miedzionikiel  | 40            | 20        | gładki                                        | lustrzany | 10 000 | Ewa Tyc-Karpińska                                                     | P453a     |                     | awers i rewers |

#### 500 złotych[15]
| Lp. | Nominał     | Rok  | Nazwa                                         | Parametry      | Parametry     | Parametry | Parametry | Parametry | Nakład | Projekt                                                          | Nr Parch. | Uwagi              | Zdjęcie        |
| Lp. | Nominał     | Rok  | Nazwa                                         | Materiał       | Średnica (mm) | Masa (g)  | Rant      | Stempel   | Nakład | Projekt                                                          | Nr Parch. | Uwagi              | Zdjęcie        |
| --- | ----------- | ---- | --------------------------------------------- | -------------- | ------------- | --------- | --------- | --------- | ------ | ---------------------------------------------------------------- | --------- | ------------------ | -------------- |
| 70  | 500 złotych | 1976 | Tadeusz Kościuszko (profil)                   | złoto (Au900)  | 32            | 29,95     | gładki    | lustrzany | 314    | awers – Stanisława Wątróbska rewers – Stanisław Plęskowski       | P454a     | jak kolekcjonerska | awers i rewers |
| 71  | 500 złotych | 1976 | Kazimierz Pułaski (profil)                    | złoto (Au900)  | 32            | 29,95     | gładki    | lustrzany | 314    | Stanisława Wątróbska                                             | P456a     | jak kolekcjonerska | awers i rewers |
| 72  | 500 złotych | 1982 | Dar Młodzieży                                 | srebro (Ag625) | 32            | 16,5      | gładki    | lustrzany | 25 020 | awers – Stanisława Wątróbska-Frindt rewers – Ewa Olszewska-Borys | P458a     |                    | awers i rewers |
| 73  | 500 złotych | 1983 | XIX zimowe igrzyska olimpijskie Sarajewo 1984 | srebro (Ag750) | 33            | 17,6      | gładki    | lustrzany | 6020   | awers – Stanisława Wątróbska-Frindt rewers – Ewa Tyc-Karpińska   | P459a     |                    | awers i rewers |
| 74  | 500 złotych | 1983 | Igrzyska XXIII olimpiady Los Angeles 1984     | srebro (Ag750) | 33            | 17,6      | gładki    | lustrzany | 7020   | Stanisława Wątróbska-Frindt                                      | P460a     |                    | awers i rewers |

#### 1000 złotych[16]
| Lp. | Nominał      | Rok  | Nazwa                                             | Parametry      | Parametry     | Parametry | Parametry | Parametry | Nakład | Projekt                                                          | Nr Parch. | Zdjęcie        |
| Lp. | Nominał      | Rok  | Nazwa                                             | Materiał       | Średnica (mm) | Masa (g)  | Rant      | Stempel   | Nakład | Projekt                                                          | Nr Parch. | Zdjęcie        |
| --- | ------------ | ---- | ------------------------------------------------- | -------------- | ------------- | --------- | --------- | --------- | ------ | ---------------------------------------------------------------- | --------- | -------------- |
| 75  | 1000 złotych | 1982 | Jan Paweł II (z pastorałem w półprofilu)          | srebro (Ag750) | 35            | 19,3      | gładki    | lustrzany | 10 020 | Stanisława Wątróbska-Frindt                                      | P477a     | awers i rewers |
| 76  | 1000 złotych | 1984 | Wincenty Witos                                    | srebro (Ag625) | 32            | 16,5      | gładki    | lustrzany | 3000   | awers – Stanisława Wątróbska-Frindt rewers – Józef Potępa        | P478a     | awers i rewers |
| 77  | 1000 złotych | 1984 | Ochrona środowiska – łabędź                       | srebro (Ag625) | 32            | 16,5      | gładki    | lustrzany | 5720   | awers – Stanisława Wątróbska-Frindt rewers – Ewa Olszewska-Borys | P479a     | awers i rewers |
| 78  | 1000 złotych | 1984 | 40-lecie PRL                                      | srebro (Ag625) | 32            | 16,5      | gładki    | lustrzany | 2020   | awers – Stanisława Wątróbska-Frindt rewers – Ewa Tyc-Karpińska   | P480a     | awers i rewers |
| 79  | 1000 złotych | 1985 | Przemysław II (półpostać)                         | srebro (Ag750) | 32            | 16,5      | gładki    | lustrzany | 2520   | awers – Ewa Tyc-Karpińska rewers – Stanisława Wątróbska-Frindt   | P481a     | awers i rewers |
| 80  | 1000 złotych | 1985 | Ochrona środowiska – wiewiórka                    | srebro (Ag750) | 32            | 16,5      | gładki    | lustrzany | 2520   | Ewa Tyc-Karpińska                                                | P482a     | awers i rewers |
| 81  | 1000 złotych | 1985 | 40 lat ONZ                                        | srebro (Ag750) | 32            | 16,5      | gładki    | lustrzany | 2520   | Ewa Tyc-Karpińska                                                | P483a     | awers i rewers |
| 82  | 1000 złotych | 1985 | Pomnik Szpital Centrum Zdrowia Matki Polki        | srebro (Ag750) | 32            | 16,5      | gładki    | lustrzany | 2520   | awers – Ewa Tyc-Karpińska rewers – Stanisława Wątróbska-Frindt   | P484a     | awers i rewers |
| 83  | 1000 złotych | 1986 | Pomnik Szpital Centrum Zdrowia Matki Polki        | srebro (Ag750) | 32            | 16,5      | gładki    | lustrzany | 22 020 | awers – Ewa Tyc-Karpińska rewers – Stanisława Wątróbska-Frindt   | P484c     | awers i rewers |
| 84  | 1000 złotych | 1986 | Narodowy czyn pomocy szkole                       | srebro (Ag750) | 32            | 16,5      | gładki    | lustrzany | 25 420 | awers – Ewa Tyc-Karpińska rewers – Tadeusz Tchórzewski           | P485a     | awers i rewers |
| 85  | 1000 złotych | 1986 | Mistrzostwa świata w piłce nożnej Meksyk '86      | srebro (Ag750) | 32            | 16,5      | gładki    | lustrzany | 9020   | Ewa Tyc-Karpińska                                                | P486a     | awers i rewers |
| 86  | 1000 złotych | 1986 | Władysław I Łokietek (półpostać)                  | srebro (Ag750) | 32            | 16,5      | gładki    | lustrzany | 2520   | awers – Ewa Tyc-Karpińska rewers – Ewa Olszewska-Borys           | P487a     | awers i rewers |
| 87  | 1000 złotych | 1986 | Ochrona środowiska (sowa)                         | srebro (Ag750) | 32            | 16,5      | gładki    | lustrzany | 6020   | Ewa Tyc-Karpińska                                                | P488a     | awers i rewers |
| 88  | 1000 złotych | 1987 | Kazimierz III Wielki (półpostać)                  | srebro (Ag750) | 32            | 16,5      | gładki    | lustrzany | 2520   | awers – Ewa Tyc-Karpińska rewers – Stanisława Wątróbska-Frindt   | P489a     | awers i rewers |
| 89  | 1000 złotych | 1987 | Muzeum Śląskie Katowice 1927–1939                 | srebro (Ag750) | 32            | 16,5      | gładki    | lustrzany | 11 520 | awers – Ewa Tyc-Karpińska rewers – Stanisława Wątróbska-Frindt   | P490a     | awers i rewers |
| 90  | 1000 złotych | 1987 | Wratislavia                                       | srebro (Ag750) | 32            | 16,5      | gładki    | lustrzany | 24 020 | awers – Ewa Tyc-Karpińska rewers – Jacek Dworski                 | P491a     | awers i rewers |
| 91  | 1000 złotych | 1987 | XV zimowe igrzyska olimpijskie 1988               | srebro (Ag750) | 32            | 16,5      | gładki    | lustrzany | 10 020 | Ewa Tyc-Karpińska                                                | P492a     | awers i rewers |
| 92  | 1000 złotych | 1987 | Igrzyska XXIV olimpiady 1988                      | srebro (Ag750) | 32            | 16,5      | gładki    | lustrzany | 10 020 | Ewa Tyc-Karpińska                                                | P493a     | awers i rewers |
| 93  | 1000 złotych | 1988 | Jadwiga (półpostać)                               | srebro (Ag750) | 32            | 16,5      | gładki    | lustrzany | 2520   | Ewa Tyc-Karpińska                                                | P495a     | awers i rewers |
| 94  | 1000 złotych | 1988 | XIV mistrzostwa świata w piłce nożnej Włochy 1990 | srebro (Ag750) | 32            | 16,5      | gładki    | lustrzany | 7020   | Ewa Tyc-Karpińska                                                | P496a     | awers i rewers |

#### 2000 złotych[17]
| Lp. | Nominał      | Rok  | Nazwa                                                       | Parametry     | Parametry     | Parametry | Parametry | Parametry | Nakład | Projekt                                                        | Nr Parch. | Zdjęcie     |
| Lp. | Nominał      | Rok  | Nazwa                                                       | Materiał      | Średnica (mm) | Masa (g)  | Rant      | Stempel   | Nakład | Projekt                                                        | Nr Parch. | Zdjęcie     |
| --- | ------------ | ---- | ----------------------------------------------------------- | ------------- | ------------- | --------- | --------- | --------- | ------ | -------------------------------------------------------------- | --------- | ----------- |
| 95  | 2000 złotych | 1980 | XIII zimowe igrzyska olimpijskie Lake Placid 1980 (biegacz) | złoto (Au900) | 21            | 8         | gładki    | lustrzany | 1502   | awers – Stanisława Wątróbska rewers – Józef Markiewicz-Nieszcz | P505a     | awersrewers |

### Rzeczypospolitej Polskiej (1991)[9]

#### 20 000 złotych[18]
| Lp. | Nominał        | Rok  | Nazwa                           | Parametry     | Parametry     | Parametry | Parametry | Parametry | Nakład | Projekt           | Nr Parch. | Zdjęcie     |
| Lp. | Nominał        | Rok  | Nazwa                           | Materiał      | Średnica (mm) | Masa (g)  | Rant      | Stempel   | Nakład | Projekt           | Nr Parch. | Zdjęcie     |
| --- | -------------- | ---- | ------------------------------- | ------------- | ------------- | --------- | --------- | --------- | ------ | ----------------- | --------- | ----------- |
| 96  | 20 000 złotych | 1991 | Jan Paweł II (z ołtarzem w tle) | złoto (Au999) | 18            | 3,1       | gładki    | lustrzany | 400    | Ewa Tyc-Karpińska | P609a     | awersrewers |

#### 50 000 złotych[19]
| Lp. | Nominał        | Rok  | Nazwa                           | Parametry     | Parametry     | Parametry | Parametry | Parametry | Nakład | Projekt           | Nr Parch. | Zdjęcie     |
| Lp. | Nominał        | Rok  | Nazwa                           | Materiał      | Średnica (mm) | Masa (g)  | Rant      | Stempel   | Nakład | Projekt           | Nr Parch. | Zdjęcie     |
| --- | -------------- | ---- | ------------------------------- | ------------- | ------------- | --------- | --------- | --------- | ------ | ----------------- | --------- | ----------- |
| 97  | 50 000 złotych | 1991 | Jan Paweł II (z ołtarzem w tle) | złoto (Au999) | 22            | 7,7       | gładki    | lustrzany | 400    | Ewa Tyc-Karpińska | P619a     | awersrewers |

#### 100 000 złotych[20]
| Lp. | Nominał         | Rok  | Nazwa                           | Parametry     | Parametry     | Parametry | Parametry | Parametry | Nakład | Projekt           | Nr Parch. | Zdjęcie        |
| Lp. | Nominał         | Rok  | Nazwa                           | Materiał      | Średnica (mm) | Masa (g)  | Rant      | Stempel   | Nakład | Projekt           | Nr Parch. | Zdjęcie        |
| --- | --------------- | ---- | ------------------------------- | ------------- | ------------- | --------- | --------- | --------- | ------ | ----------------- | --------- | -------------- |
| 98  | 100 000 złotych | 1991 | Jan Paweł II (z ołtarzem w tle) | złoto (Au999) | 27            | 15,5      | gładki    | lustrzany | 400    | Ewa Tyc-Karpińska | P623a     | awers i rewers |

#### 200 000 złotych[21]
| Lp. | Nominał         | Rok  | Nazwa                              | Parametry      | Parametry     | Parametry | Parametry | Parametry | Nakład | Projekt           | Nr Parch. | Zdjęcie     |
| Lp. | Nominał         | Rok  | Nazwa                              | Materiał       | Średnica (mm) | Masa (g)  | Rant      | Stempel   | Nakład | Projekt           | Nr Parch. | Zdjęcie     |
| --- | --------------- | ---- | ---------------------------------- | -------------- | ------------- | --------- | --------- | --------- | ------ | ----------------- | --------- | ----------- |
| 99  | 200 000 złotych | 1991 | Jan Paweł II (z ołtarzem w tle)    | złoto (Au999)  | 32            | 31,1      | gładki    | lustrzany | 400    | Ewa Tyc-Karpińska | P640a     | awersrewers |
| 100 | 200 000 złotych | 1991 | Jan Paweł II (z Matką Boską w tle) | srebro (Ag999) | 32            | 16,1      | gładki    | lustrzany | 6000   | Ewa Tyc-Karpińska | P641a     | awersrewers |

## Monety wyłączone z kategorii prób kolekcjonerskich
W katalogach z początku XXI w., w których często poświęcano oddzielne rozdziały monetom próbnym kolekcjonerskim PRL i III Rzeczypospolitej, grupa PRL była nieznacznie większa. Włączano do niej:
- próbne bicia szwajcarskiej mennicy Valcambi z lat: 1982, 1985 i 1986 monet z Janem Pawłem II:
  - 100 złotych w srebrze[25][26],
  - 200 złotych w srebrze[27][28],
  - 1000 złotych w złocie[29][30],
  - 2000 złotych w złocie[31][32] i
  - 10 000 złotych w złocie albo srebrze[31][32],
- wersję próbną złotej 12-uncjowej monety o nominale 200 000 złotych z Janem Pawłem II wybitej w nakładzie 5 sztuk przez Mennicę Państwową w 1987 r[31][33].

W końcu drugiego dziesięciolecia XXI w., w wyniku kwerend przeprowadzonych w Narodowym Banku Polskim i Gabinecie Numizmatycznym Mennicy Polskiej zweryfikowano kategoryzację tych numizmatów w następujący sposób:
- szwajcarskie emisje z roku 1982 i 1985 z napisem „PRÓBA” zniknęły całkowicie z zestawień monet próbnych[35],
- szwajcarskim emisjom z 1985 r. bez napisu „PRÓBA”, dla których potwierdzono, że zostały wybite za wiedzą NBP, przypisano status prób technologicznych[36],
- wszystkim monetom z Janem Pawłem II z 1986 r., z napisem „PRÓBA" albo bez, bitych stemplem lustrzanym albo zwykłym, dla których potwierdzono brak autoryzacji NBP w jakiejkolwiek formie oraz wykazano dość niestaranne odwzorowanie stempli używanych przez mennicę szwajcarską do wcześniejszych emisji (1982 i 1985), przypisano status naśladownictw, zaliczając je do kategorii monet nieoficjalnych (fałszywych)[37],
- złotej próbnej monecie 200 000 złotych z Mennicy Państwowej przypisano status próby technologicznej[38].